# 推理漫畫
推理漫畫，是以推理方式解開故事謎題的一種漫畫。通常其故事都要有謎團與主要負責解開謎團的人，題材以兇殺案為主，解謎主角大多是偵探/警察/業餘偵探。因日本漫畫業的發達，現今市面上主流原創推理漫畫主要為日系推理漫畫，且大多為翻譯作品。日本以外地區所出品的推理漫畫仍然很少，在推理漫畫界中仍為小眾文化，尚在起步階段。

## 歷史
早期的推理/侦探漫畫多以名著為腳本并加以改編，原創的推理漫畫非常少，總體市場也不熱門。80年代較熱門的有弘兼宪史的《偵探物语》、石森章太郎的《草壁署迷宮課迷宮先生》等。另外還有一些如野間美由紀的偵探拼圖遊戲、神谷悠的迷宮殺人事件、森次千尋的神探北詰拓等少女風格的推理漫畫。
這個狀況直到1992年開始在讲谈社旗下的《週刊少年Magazine》上連載的純本格推理漫畫《金田一少年之事件簿》獲得强烈的反響與巨大的成功后才改觀。接著，做為競爭對手小學館為了能在這市場上分一杯羹，漫畫《名偵探柯南》從1994年開始在《週刊少年Sunday》雜誌上連載。
在這2個作品的帶動所引發的神秘推理熱潮下，其它同類作品也陸續加入這個新市場競爭。如1995年的《傀儡師左近》、1996年的《心理搜查官草薙葵》、1997年的《名侦探21休》、1998年的《少年偵探Q》等。但大多都因人氣不佳而最後草草停刊。
然而因為製作成本較高的關係，基於商業利益考慮，市場上通常沒有純原創的推理動畫。大多數作品都是基於原作改編的二度創作，如《鴨子偵探》、《金田一少年之事件簿》等。至於其他的像是以福爾摩斯為原型的《名偵探福爾摩斯》或是《名偵探柯南》的劇場版則是藉著原作品的知名度而創作的商業衍生作品。

## 基本資料

### 特徵
形式通常是以推理解謎至上為準則，注重公平與理性邏輯。優點是可以滿足以解謎為樂趣的讀者，通常儘可能地讓讀者和偵探擁有同樣線索、站在同一視角。部份作品中會有「給讀者的挑戰狀」的宣言（例如：《少年偵探推理日記》），也就是告訴讀者「到這裡你已擁有足以解開謎題的線索」，挑戰讀者是否能與偵探一樣解開謎題。
推理漫畫指的是一定要有推理成份的漫畫。但日語中偵探小説等於推理小説，造成這偵探和推理兩個名稱的混談。另外，由於推理漫畫的作品不多，因此出版商把偵探漫畫和推理漫畫歸類成“偵探推理”。為此有許多只有悬疑、科幻、恐怖卻沒有推理成份的偵探漫畫以及犯罪漫畫也"被"歸類到推理漫畫中。
由於漫畫的對象通常是少年、青年，所以這類的漫畫大多採用主要登場人物的時序凍結的方式（主要的人物永遠都不會變老，年齡也不會增加，但時間卻在移動）。

### 題材
常見的推理漫畫題材都包括：
- 殺人事件（尋找兇手）
- 尋物（竊盜、遺失物、尋寶）
- 尋人（遺產繼承人、夜逃、失蹤、外遇對象、昔日戀人）
- 解謎、調查真相（騷擾事件、神秘事件、靈異事件、密室殺人事件）
- 跟蹤（竊聽、偷拍、異裝）
- 勒索

### whodunit、whydunit、howdunit
在古典推理小說中，有「whodunit」、「whydunit」和「howdunit」這三大元素。分別表示：
Whodunit = Who (has/had) done it
犯人身分
Howdunit = How (has/had the perpetrator) done it
犯罪手法與詭計
Whydunit = Why (has/had the perpetrator) done it
作案動機
暴風雨山莊
小說發生場景與外界完全隔離，像是處於暴風雨中的孤立山莊，電話不通，無法求得外界（如警方）援助也無法逃離的狀況，通常狀況為發生連續殺人案件。由於完全隔離，所以必得由在場人物解決事件，死亡時間或指紋等等通常不能取得（有法醫或醫生在場則前者例外，但仍然較不精確）。在行動電話普及以後，這種場景往往也正好位於基地台收訊範圍外，令手機亦失去功能。
敘述性詭計
敘述性詭計是指作者寫作時，藉由文字詞義或敘事結構，讓讀者產生先入為主的觀念，使讀者「直覺地」對某些事情或狀況不疑有他，進而在最後解開謎題時，讓讀者有大吃一驚的感覺。這是一種不易掌控的技巧，讀者對此種詭計的反應有時也頗為兩極。例子有：《神通小偵探》36卷的“Q & A”、24卷的“罪與罰”。
安乐椅侦探
是偵探小說所塑造的一種偵探。與一般的偵探之間，最大的差異是安樂椅神探無須奔波勞碌，只需坐在舒適的安樂椅，聽著、看著命案的線索，就能憑藉著推理，指出真兇。
《神通小偵探》中的燈馬想、《死亡筆記本》中的L、《GOSICK》中的維多利加就是例子。

## 漫畫中的名偵探
- 江戶川柯南(えどがわ コナン)

推理漫畫《名偵探柯南》的作者青山剛昌借用日本著名推理小說作家江戶川亂步和英國推理小說家亞瑟·柯南·道爾兩人的名字創出推理能力強的小學生。
- 金田一一(きんだいち　はじめ)

推理漫畫《金田一少年之事件簿》的作者金成陽三郎借用日本推理小說作家橫溝正史筆下的名偵探金田一耕助創造出其推理能力強的孫子。
- 燈馬想(とうま そう)

為推理漫畫《神通小偵探》（原名：Q.E.D. 証明終了）的作者加藤元浩所創出的名偵探。主角10歲入學、15歲即自麻省理工學院（MIT）畢業的天才少年，在校期間主修數學。

## 常見漫畫作品
部分作品由於類型比較模糊或主題的轉變因而難以明確分類。

### 純推理漫畫
- C.M.B.森羅博物館之事件目錄（連載於月刊少年Magazine、2005年 - 連載中）
- 金田一少年之事件簿（連載於週刊少年Magazine、1992年 - 2001年，2004年後不定期連載中，2012年恢復長期連載）
- 民俗學者八雲樹（連載於週刊Young Jump→Business Jump、2002年-2004年)
- 名侦探21休（連載於週刊少年Magazine、1997年 - 1998年）
- 名偵探柯南（連載於週刊少年Sunday、1994年 - 連載中）
- 傀儡師左近（連載於週刊少年Magazine、1995年 - 1996年）
- 神通小偵探（連載於Magazine GREAT→Magazine E-no、1997年 - 連載中）
- 偵探學園Q（連載於週刊少年Magazine、2001年 - 2005年、2007年短期連載）
- 勿說是推理（連仔於月刊flowers、2017年 - 連載中）

### 包含其它元素的推理漫畫
- 感應少年EIJI（連載於週刊少年Magazine、1996年 - 2000年）
- 火灾调查官
- LIAR GAME（連載於週刊YOUNG JUMP、2005年 – 不定期連載中）
- 美食偵探王（連載於EVENING、2002年 - 2009年）
- 魔人偵探腦嚙涅羅（連載於週刊少年Magazine、2005年 - 2009年）
- 死亡笔记本（連載於周刊少年Jump、2003年 – 2006年）
- 棋靈少女（連載於月刊Afternoon、2004年 – 2008年）

### 犯罪偵探漫畫（偽推理漫畫）
該類漫畫常因為有偵探、刑警的關係，常被當成推理漫畫。 
- CLAMP學園偵探團（少女漫畫、連載於月刊Asuka、1992年 – 1993年）
- 城市獵人（少年漫畫、連載於少年Jump週刊、1985年 – 1991年）
- 多重人格侦探（奇幻漫畫、1997年 – 連載中）
- 暮蟬悲鳴時（悬疑漫畫、1985年 – 1991年）
- 少年刑警（少年漫画、連載於週刊少年Magazine、2006年 – 2009年）
- 藥師寺涼子怪奇事件簿（奇幻漫畫、連載於月刊Magazine Z、2004年 – 連載中）

## 相關
- 推理小說